# Pizzo Rotondo
Pizzo Rotondo je s nadmořskou výškou 3 192 metrů nejvyšší hora Gotthardského masivu, respektive Gotthardských Alp. Tato méně známá horská skupina je více známá Gotthardským sedlem, které propojuje severní a jižní část Alp. Pizzo Rotondo leží na jihu Švýcarska, v západní části pohoří, na hranicích kantonů Ticino a Valais, necelých 30 kilometrů západně od Gotthardského silničního tunelu. 